# 23 октября
23 октября — 296-й день года (297-й в високосные годы) по григорианскому календарю.
До конца года остаётся 69 дней.
До 15 октября 1582 года — 23 октября по юлианскому календарю, с 15 октября 1582 года — 23 октября по григорианскому календарю.
В XX и XXI веках соответствует 10 октября по юлианскому календарю.

## Праздники и памятные дни

### Национальные
- Венгрия — День памяти венгерского восстания 1956 года[2].
- Ливия — День победы и освобождения[3][4][5].

### Религиозные
Православие
 — Память мучеников Евлампия и Евлампии (303—311 годы);
 — память святителя Иннокентия (Смирнова), епископа Пензенского (1819 год);
 — память преподобного Амвросия Оптинского (1891 год);
 — память святителя Амфилохия Печерского, епископа Владимиро-Волынского (1122 год);
 — Собор Волынских Святых;
 — память блаженного Андрея, Христа ради юродивого, Тотемского (1673 год);
 — память мученика Феотекна Антиохийского (III—IV века);
 — память преподобного Вассиана (Василия) Константинопольского, игумена (V век);
 — память преподобного Феофила Тивериопольского, исповедника (VIII век);
 — память 26-ти преподобномучеников Зографских (1280 год) (УПЦ МП);
 — память обретения мощей святителя Филарета, митрополита Киевского (1994 год) (УПЦ МП);
 — память мучеников Фиванского легиона в Германии: Виктора Ксантского, Гереона Кёльнского, Кассия Боннского и иже с ними пострадавших (около 300 года) (Берлино-Германская епархия РПЦ МП).
 Католицизм
 — Память Серванда и Германа, мучеников (305 год);
 — память Иоанна, епископа и Иакова пресвитера, мучеников Персидских (344 год);
 — память Феодорита Кирского (457 год);
 — память преподобного Северина, монаха (482 год);
 — память Северина Боэция (524 год);
— память Романа Реймсского (535 год);
 — память Иоанна, епископа Сиракузского (609 год);
 — память Романа Руанского (640 год);
 — память Бенедикта (Benedikt) пресвитера (около IX века);
 — память Игнатия, патриарха Константинопольского (877 год);
 — память Этельфледы, игуменьи (X век);
 — память Иоанна Бона (1249 год);
 — память Иоанна Капистранского (1456 год);
 — память Иоанна Порро пресвитера, монаха (1506 год);
 — память Фомы Твинга, мученика (1680 год);
 — память Аллючио (1134 год);
 — память Марии, монахини-мученицы, и пяти её спутниц (1794 год);
 — память Павла Тонга, мученика (1833 год);
 — память Арнольда, монаха (1890 год);
 — память Амвросия, Флоренция и Гонората, монахов-мучеников (1936 год);
 — память священномучеников Хильдефонса и Юстиниана, пресвитеров, Евфрасия, Гонория, Фомы, и Йозефа, монахов-мучеников (1936 год);
 — память Леонарда, пресвитера, мученика (1936 год).

## События

### До XIX века
- 787 — Второй Никейский собор христианской церкви установил порядок почитания икон, сохранившийся до настоящего времени.
- 1086 — битва при Заллаке.
- 1545 — запорожские казаки, выйдя в море на 32 челнах-чайках, подошли к турецкой крепости Ачи-Кале (Очаков) и захватили её.
- 1748 — завершено строительство первой в Российской империи химической лаборатории, основанной М. В. Ломоносовым.
- 1769 — трёхколёсная паровая повозка — предок автомобиля — впервые развивает скорость в 4,5 км/ч.

### XIX век
- 1803 — Джон Дальтон рассчитывает атомные массы для 21-го элемента и соединения.
- 1814 — в Лондоне хирург Джозеф Карпью (англ. Joseph Carpue) официально провёл первую в современной истории пластическую операцию — по восстановлению формы носа.
- 1826 — в театре Нью-Йорка впервые в США применено газовое освещение.
- 1850 — на рейде порта Константинополь произошёл мощный взрыв на борту флагманского турецкого линейного корабля «Neiri Shevkat». Погибли более пятисот человек, в числе которых был вице-адмирал Махмуд-паша со своей свитой. Ещё 200 человек были ранены.
- 1859 — в Киеве открыта первая воскресная школа.
- 1873 — присоединение Германии к русско-австрийской конвенции. Создан Союз трёх императоров.
- 1877 — в ходе Русско-турецкой войны 1877—1878 гг. произошло сражение при Деве-Бойну между войсками русской императорской армии и армией Османской империи[14].
- 1890 — начало 300-дневного Восточного путешествия Николая II (отправление из Гатчины).

### XX век
- 1907 — в Берлине на Унтер-ден-Линден торжественно открылся фешенебельный отель «Адлон».
- 1914:
  - в Москве открыто Щукинское театральное училище;
  - в Москве И. А. Рубинский построил тренажёр для обучения пилотированию самолёта.
- 1923 — начало Гамбургского восстания.
- 1927 — на территории Британской подмандатной территории Палестина евреями — выходцами из Восточной Европы основан город Нетания.
- 1937 — начался 812-дневный арктический дрейф советского ледокола «Георгий Седов».
- 1942:
  - Вторая мировая война: началась битва англичан и немцев у Эль-Аламейна в Египте;
  - Вторая мировая война: началась битва за Хендерсон-Филд.
- 1943 — Вторая мировая война: освобождён от немецкой оккупации Мелитополь.
- 1944 — Вторая мировая война: началось сражение в заливе Лейте.
- 1946 — началось первое заседание Генеральной Ассамблеи ООН.
- 1947;
  - впервые лауреатами Нобелевской премии стали супруги. Выходцам из Австрии американским биохимикам Герти и Карлу Кори «за открытие каталитического превращения гликогена» была присуждена премия по физиологии и медицине;
  - в атмосфере охоты на ведьм в Голливуде президент гильдии актёров Рональд Рейган заявил Комиссии по расследованию антиамериканской деятельности, что страх перед коммунизмом не должен ставить под угрозу демократические принципы.
- 1951 — продан последний самолёт Aeronca 15 Sedan. Компания Aeronca прекратила производство самолётов, переориентировавшись на другие виды деятельности.
- 1952 — в Нью-Йорке прошла премьера нового фильма Чарли Чаплина (Charles Spencer Chaplin) «Огни рампы».
- 1955:
  - Южный Вьетнам провозглашён республикой;
  - Саар вошёл в состав ФРГ.
- 1956 — в Венгрии началось антисоветское восстание.
- 1958 — Борис Пастернак назван лауреатом Нобелевской премии по литературе.
- 1974 — в Вене 75-я сессия МОК приняла решение о проведении XXII Олимпийских игр в столице СССР Москве.
- 1979 — против Вацлава Гавела и пяти других чешских диссидентов выдвинуто обвинение в подрывной деятельности.
- 1983 — Террористы-смертники атаковали штабы американского и французского миротворческих контингентов в Ливане, погибло около 300 миротворцев.
- 1984 — пленум ЦК КПСС принял программу переброски на юг сибирских рек.
- 1985 — в Москве начала функционировать Московская рок-лаборатория.
- 1989 — в Будапеште провозглашено создание Венгерской республики.
- 1991 — Государственный департамент США заявил о готовности Соединённых Штатов нормализовать отношения с Вьетнамом.
- 1997 — резко упали курсы валют большинства стран Восточной Азии.
- 1998 — в Буффало (США) снайпером убит доктор Барнетт Слепиан[англ.], производивший аборты.
- 2000:
  - китайские археологи обнаружили музей музыкальных инструментов, который был создан 2 тысячи лет назад, в эпоху династии Хань;
  - учёные университета Пенсильвании обнаружили древнейшие бактерии, которым, по их оценкам, около 250 млн лет;
  - президент США Билл Клинтон подписал указ о выделении 58 млрд долларов на установление национального стандарта употребления алкоголя за рулём. Согласно документу, теперь в крови водителя может содержаться не более чем 0,08 % алкоголя.

### XXI век
- 2002:
  - террористы захватили около 900 заложников в Театральном центре на Дубровке во время представления мюзикла «Норд-Ост»;
  - Государственная дума приняла Гражданский процессуальный кодекс Российской Федерации.
- 2004 — землетрясение в Тюэцу (Япония), 68 погибших и более 4500 пострадавших.
- 2011:
  - в Ливии объявлено о победе над режимом Муаммара Каддафи;
  - землетрясение на юго-востоке Турции: более 600 погибших и более 4000 пострадавших.
- 2022 — завершился XX съезд КПК, генеральный секретарь ЦК КПК Си Цзиньпин переизбран на третий срок.

## Родились

### До XIX века
- 1715 — Пётр II (ум. 1730), российский император (1727—1730).
- 1750 — Томас Пинкни (ум. 1828), американский генерал, губернатор Южной Каролины.
- 1776 — Ефим Люценко (ум. 1855), русский поэт-сентименталист.
- 1789:
  - Константин Арсеньев (ум. 1865), русский историк, географ и статистик;
  - Николай Тургенев (ум. 1871), русский экономист, публицист, активный участник движения декабристов.

### XIX век
- 1801 — Густав Альберт Лорцинг (ум. 1851), немецкий композитор, актёр, певец, дирижёр.
- 1805 — Адальберт Штифтер (ум. 1868), австрийский писатель и художник.
- 1813 — Людвиг Лейхгардт (ум. 1848), немецкий путешественник и геолог, исследователь Австралии.
- 1817 — Пьер Ларусс (ум. 1875), французский филолог, лексикограф и энциклопедист, издатель, составитель знаменитого словаря.
- 1818 — Пров Садовский (старший) (наст. фамилия Ермилов; ум. 1872), русский актёр, актёр Малого театра.
- 1834 — Юрий Нечаев-Мальцов (ум. 1913), русский фабрикант и меценат.
- 1844:
  - Роберт Бриджес (ум. 1930), английский поэт;
  - Вильгельм Лейбль (ум. 1900), немецкий живописец-реалист.
- 1846 — Александр Архангельский (ум. 1924), русский хоровой дирижёр и композитор.
- 1852 — Жан-Луи Форен (ум. 1931), французский художник, график, книжный иллюстратор.
- 1857 — Георг Клебс (ум. 1918), немецкий ботаник, академик.
- 1868 — Фредерик Уильям Ланчестер (ум. 1946), английский инженер, один из создателей первого британского автомобиля.
- 1871 — Гергь Фишта (ум. 1940), албанский поэт и переводчик, католический священник.
- 1875 — Гилберт Льюис (ум. 1946), американский физикохимик.
- 1882 — Лидия Верховская (ум. 1919), российская художница.
- 1885 — Джузеппе Биази (ум. 1945), итальянский художник и график.
- 1887 — Николай Глебов-Авилов (ум. 1937), российский революционер, член Учредительного собрания, советский государственный деятель.
- 1894 — Мэй Ланьфан (ум. 1961), китайский театральный актёр, режиссёр и педагог, общественный деятель.
- 1896:
  - Семён Вольфкович (ум. 1980), советский химик-неорганик, академик АН СССР;
  - Роман Якобсон (ум. 1982), российский и американский лингвист, литературовед и педагог.
- 1899 — Филипп Октябрьский (фамилия при рожд. Иванов; ум. 1969), адмирал, Герой Советского Союза.

### XX век
- 1904:
  - Святослав Рерих (ум. 1993), русский и индийский художник, мыслитель, общественный деятель;
  - Владимир Судец (ум. 1981), маршал авиации, Герой Советского Союза.
- 1905:
  - Феликс Блох (ум. 1983), швейцарско-американский физик, лауреат Нобелевской премии (1952);
  - Александр Мелик-Пашаев (ум. 1964), главный дирижёр Большого театра (1953—1962), композитор, народный артист СССР.
- 1907 — Евгений Логинов (ум. 1970), советский военный и политический деятель, маршал авиации.
- 1908 — Илья Франк (ум. 1990), советский физик, академик, лауреат Нобелевской премии (1958).
- 1912 — Хаим Лившиц (ум. 1994), белорусский советский художник-живописец, преподаватель.
- 1914 — Арвид Янсонс (ум. 1984), латышский дирижёр, скрипач, народный артист СССР.
- 1920 — Джанни Родари (ум. 1980), итальянский детский писатель, сказочник и журналист.
- 1925 — Георгий Щукин (ум. 1983), советский кинорежиссёр, сценарист, художник-аниматор.
- 1928 — Юрий Саульский (ум. 2003), композитор, дирижёр, народный артист РСФСР.
- 1929 — Тамаз Гамкрелидзе (ум. 2021), советский и грузинский лингвист, академик АН СССР и РАН, президент АН Грузии (2005—2013).
- 1932 — Василий Белов (ум. 2012), русский советский писатель, поэт и сценарист.
- 1936:
  - Филип Кауфман, американский кинорежиссёр, сценарист и продюсер;
  - Людмила Нуйкина, советская и российская разведчица-нелегал, полковник Службы внешней разведки в отставке.
- 1940:
  - Пеле (наст. имя Эдсон Арантис ду Насименту; ум. 2022), бразильский футболист, трёхкратный чемпион мира, «король футбола»;
  - Геннадий Пивняк, украинский учёный-энергетик, академик НАН Украины, профессор;
  - Александр Январёв (ум. 2005), советский и российский актёр театра и кино.
- 1941 — Игорь Смирнов, первый президент непризнанной Приднестровской Молдавской республики (1991—2011).
- 1942 — Майкл Крайтон (ум. 2008), американский писатель-фантаст, сценарист, кинорежиссёр, продюсер.
- 1945 — Вера Матвеева (ум. 1976), российская поэтесса, бард.
- 1947 — Казимеж Дейна (ум. 1989), польский футболист.
- 1951 — Вячеслав Чанов, советский футболист, вратарь, российский тренер.
- 1954 — Энг Ли, тайваньский кинорежиссёр и продюсер, обладатель ряда престижных кинопремий.
- 1959:
  - Странный Эл Янкович, американский музыкант, пародист;
  - Сэм Рэйми, американский кинорежиссёр и продюсер.
- 1961 — Андони Субисаррета, испанский футболист, вратарь.
- 1964 — Роберт Трухильо, бас-гитарист группы Metallica.
- 1967 — Хайме Исага, перуанский теннисист.
- 1974 — Аравинд Адига, индийский журналист и писатель, лауреат Букеровской премии (2008).
- 1976 — Райан Рейнольдс, канадский актёр кино и телевидения, кинопродюсер.
- 1978
  - Ван Нань, китайская спортсменка, 4-кратная олимпийская чемпионка по настольному теннису;
  - Яна Дементьева, украинская спортсменка, олимпийская чемпионка и чемпионка мира по академической гребле;
  - Арчи Томпсон, австралийский футболист.
- 1979 — Саймон Дэвис, валлийский футболист.
- 1983 — Валентин Демьяненко, украинский и азербайджанский гребец на каноэ, многократный чемпион мира и Европы.
- 1986:
  - Эмилия Кларк, британская актриса театра, кино и телевидения;
  - Йованка Радичевич, черногорская гандболистка, чемпионка Европы (2012).
- 1989 — Андрей Ярмоленко, украинский футболист, рекордсмен сборной Украины по сыгранным матчам.
- 1991 — Эмиль Форсберг, шведский футболист.
- 1996 — Лукаш Провод, чешский футболист.

## Скончались

### До XIX векa
- 42 до н. э. — покончил с собой Марк Юний Брут (р. 85 до н. э.), римский политик и военачальник, один из убийц Гая Юлия Цезаря.

### XIX век
- 1842 — Вильгельм Гезениус (р. 1786), немецкий востоковед, гебраист, исследователь Библии.
- 1856 — Александр Росс (р. 1783), канадский исследователь, основатель ряда городов в Британской Колумбии.
- 1867 — Франц Бопп (р. 1791), немецкий лингвист, основатель сравнительного языкознания.
- 1872 — Теофиль Готье (р. 1811), французский писатель и критик, один из вдохновителей «Парнаса».
- 1888 — Фрэнсис Грегори (р. 1821), английский и австралийский топограф, исследователь Западной Австралии.

### XX век
- 1906:
  - Александр Веселовский (р. 1838), русский филолог, историк литературы, академик;
  - Владимир Стасов (р. 1824), русский музыкальный и художественный критик, историк искусств.
- 1910 — Чулалонгкорн (он же Рама V; р. 1853), 5-й король Раттанакосина (с 1868), из династии Чакри.
- 1913 — Эдвин Клебс (р. 1834), немецкий бактериолог и патологоанатом.
- 1921 — Джон Бойд Данлоп (р. 1840), британский ветеринар, изобретатель пневматической шины, один из основателей компании «Dunlop Tyres».
- 1935 — Чарльз Демут (р. 1883), американский художник.
- 1937 — расстреляны:
  - Николай Клюев (р. 1884), русский поэт;
  - архиепископ Феодор (в миру Александр Поздеевский; р. 1876), сподвижник патриарха Московского и всея Руси Тихона, священномученик.
- 1944 — Чарлз Гловер Баркла (р. 1877), английский физик, лауреат Нобелевской премии (1917).
- 1946 — Эрнест Сетон-Томпсон (р. 1860), канадский писатель, автор произведений о животных.
- 1967 — Николай Гусев (р. 1882), русский советский литературовед, личный секретарь Л. Н. Толстого.
- 1972 — Клер Виндзор (урожд. Клара Виола Кронк; р. 1892), американская актриса немого кино.
- 1975 — Рагнвальд Альфред Рошер Лунд (р. 1899), норвежский военный, разведчик и дипломат.
- 1984 — Оскар Вернер (наст. имя Оскар Йозеф Бшлиссмайер; р. 1922), австрийский актёр театра и кино, лауреат премии «Золотой глобус».
- 1986 — Эдуард Аделберт Дойзи (р. 1893), американский биохимик, Нобелевский лауреат по физиологии и медицине (1943).
- 1988 — Стефан Турчак (р. 1938), украинский дирижёр, педагог, народный артист СССР.
- 1990 — Тамара Чебан (р. 1914), молдавская певица (сопрано), народная артистка СССР.
- 1997 — Берт Ханстра (р. 1916), голландский кинорежиссёр.
- 1998 — Валерий Гинзбург (р. 1925), советский кинооператор, народный артист России.

### XXI век
- 2002 — Анатолий Евдокименко (р. 1942), украинский музыкант, руководитель ансамбля «Червона рута»; народный артист Украины (1992).
- 2003 — Иван Дмитриев (р. 1915), актёр театра и кино, народный артист СССР.
- 2011;
  - погиб Марко Симончелли (р. 1987), итальянский мотогонщик, чемпион мира (2008);
  - Херберт Аарон Хауптман (р. 1917), американский математик, лауреат Нобелевской премии по химии (1985).
- 2018 — Юрий Григорьев (р. 1937), советский и российский артист в жанре звукоимитации и пародии.
- 2021 — Александр Рогожкин (р. 1949), советский и российский кинорежиссёр.
- 2022 — Галина Писаренко (р. 1934), советская и российская оперная и камерная певица, народная артистка РСФСР.
- 2024 — Леон Купер (р. 1930), американский физик, лауреат Нобелевской премии по физике (1972).

## Приметы
Евлампий Зимоуказатель, день Евлампия и Евлампии. Лампей. Лампея.
- На Евлампия рога месяца показывают на ту сторону, откуда быть ветрам.
- Если рога месяца на полночь (на север) — быть скорой и строгой зиме, снег ляжет посуху; если на полдень (на юг) — скорой зимы не жди, будет грязь да слякоть, до самой Казанской осень снегом не умоется, в белый кафтан не нарядится.
- Предзимье (с 23 октября до 27 ноября). Последние дни кучевых облаков. Возможен ранний ледостав на крупных реках. Начало порош[15][16].